# Édgar Lugo
Édgar Gerardo Lugo Aranda (Città del Messico, 31 dicembre 1984) è un ex calciatore messicano, di ruolo centrocampista.

## Caratteristiche tecniche
È un esterno sinistro.

## Palmarès

### Club

#### Competizioni nazionali
- Coppa del Messico: 1

Tigres UANL: 2014 (C)
- Campionato messicano: 1

Tigres UANL: Apertura 2015